# Abdulgadzhi Barkalayev
Abdulgadzhi Barkalayev (16 de diciembre de 1953) es un deportista soviético que compitió en judo. Ganó una medalla de plata en el Campeonato Europeo de Judo de 1975 en la categoría de –80 kg.

## Palmarés internacional
| Campeonato Europeo | Campeonato Europeo | Campeonato Europeo | Campeonato Europeo |
| Año                | Lugar              | Medalla            | Categoría          |
| ------------------ | ------------------ | ------------------ | ------------------ |
| 1975               | Lyon (Francia)     | Medalla de plata   | –80 kg             |